# 원통이고개
원통이고개(元通-, 圓通-) 또는 원통현(圓通峴)은 인천광역시 남동구 간석동 간석오거리역에서 부평구 부평동 부평삼거리역 사이를 연결하는 고개이다.

## 유래
이름 유래에는 두 가지 설이 있다. 조선 중종때의 권신 김안로가 삼남지방에서 거든 쌀을 한강을 통하여 한양으로 운송할 목적으로 만든 운하를 파기 위하여 김포 고촌 한강 일대에서 부평평야를 가로질러 현재의 백운역 방향으로 파 오다가 이 고개에서 단단한 바위로 공사가 불가능하게 되어 "이 고개가 아니면 물길을 낼 수 있었을 텐데 원통하다"라며 탄식하여 불리게 되었다고 하는 전설과, 태조 이성계와 무학대사가 새 도읍지를 세우기 위해 답사하다가 지금의 부평이 도읍지로 적합하다고 생각하여 정하려다가 '한 나라의 도읍지는 주변에 골짜기가 100개는 되어야 한다'라는 이야기가 떠올라 골짜기를 세어보니 100개가 되어서 이에 무학대사가 이성계와 함께 세어보았으나 99개의 골짜기가 있었기에 무학대사가 이 고개 위에서 "골짜기 하나가 모자란 게 원통하다."라고 했다는 전설에서 유래한 것이 있다.

## 교통
- 국도 제46호선(경인로)
- 인천 도시철도 1호선